# Borka Jerman Blažič
Borka Jerman Blažič (roj. Džonova), slovenska računalničarka, * 28. marec 1947, Skopje.
Borka Jerman Blažič je leta 1970 diplomirala iz inženirske tehnologije na Tehnološko-metalurški fakulteti Univerze v Skopju, leta 1975 magistrirala na Fakulteti za elektrotehniko v Ljubljani in leta 1982 doktorirala na Naravoslovno-matematični fakulteti v Zagrebu. Bila je ustanoviteljica in prva generalna sekretarka Jugoslovanskega raziskovalnega in akademskega omrežja (YUNAC), ki je leta 1991 vzpostavil prvo internetno omrežje v Jugoslaviji. Od leta 1996 je predsednica Slovenskega združenja za Internet ISOC-SI, je tudi redna profesorica za področje informacijskih mrež na Ekonomski fakulteti v Ljubljani in vodja laboratorija za odprte sisteme in mreže na Institutu "Jožef Stefan". Leta 2017 jo je predsednik Republike Slovenije Borut Pahor odlikoval z medaljo za zasluge za prispevek k razvoju računalniških komunikacij,  interneta in internetnih storitev. Leta 2021 je prejela Puhovo nagrado za življenjsko delo za zasluge  za razvoj  informacijskih  in telekomunikacijskih tehnologij  ter njihovo uvajanje  v slovensko družbo in gospodarstvo.